# Josef Wilhelm Håkansson
Josef Wilhelm Håkansson, född 25 mars 1862 i Arvika landsförsamling, Värmlands län, död  16 februari 1951, var missionär i Kongofristaten inom svenska kongomissionen för Svenska Missionsförbundet och missionslärare på missionsförbundets missionskola.

## Familj
Son till arbetaren Håkan Håkanson och Stina Johannesdotter. Han gifte sig med Anna Maria Nilsson den 22 augusti 1891. 

## Biografi
Håkansson arbetade i skrädderiyrket och som jordbruksarbetare någon tid innan inträdet i missionsskolan. Han gick på Missionsskolan i Kristinehamn 1880–1882, samt 1883–1884, därefter Karlskoga praktiska skola läsåret 1885–1886. Språkstudier vid missionsinstitutet Harley House, London, vårterminen 1887. Håkansson avskiljdes till missionär för Svenska Missionsförbundet i Andreaskyrkan den 20 juni 1884. 1887 anlände han till Kongo (dåvarande Kongofristaten) tillsammans med Henning Skarp , men återvände till Sverige 1889 på grund av sjukdom. I Kongo arbetade han bland annat vid Missionsförbundets tryckeri som sättare. Håkansson blev senare lärare på Missionsförbundets missionsskola där han undervisade i engelska, kikongo, svensk historia, religionshistoria och botanik. 1931 återvände Håkansson till Kongo, då som pensionär, i samband med Kongomissionens 50-årsjubileum. Håkanson var enligt egen uppgift omkring sekelskiftet flitig medarbetare i värmländska Ansgarii-Posten, vars ledaravdelning han under ett par års tid redigerade.

## Publikationer
- Publicerade brev i tidningen Missionsförbundet 1887-1889
- Kinamordet 1894
- Ekman, E. J. 1842-1915.. - Dr E. J. Ekman : En biografi / Under red. av J. W. Håkanson. Med förord av J. Nyrén. - 1919